# Saint-Julien-le-Petit
Pour les articles homonymes, voir Saint-Julien.
Saint-Julien-le-Petit est une commune française située dans le département de la Haute-Vienne, dans la région historique du Limousin.

## Géographie

### Localisation
La commune est située à l'Est de la Haute-Vienne, et elle est limitrophe du département de la Creuse. Traversée d'Est en Ouest par la Maulde, elle culmine à 624 m au mont Larron.

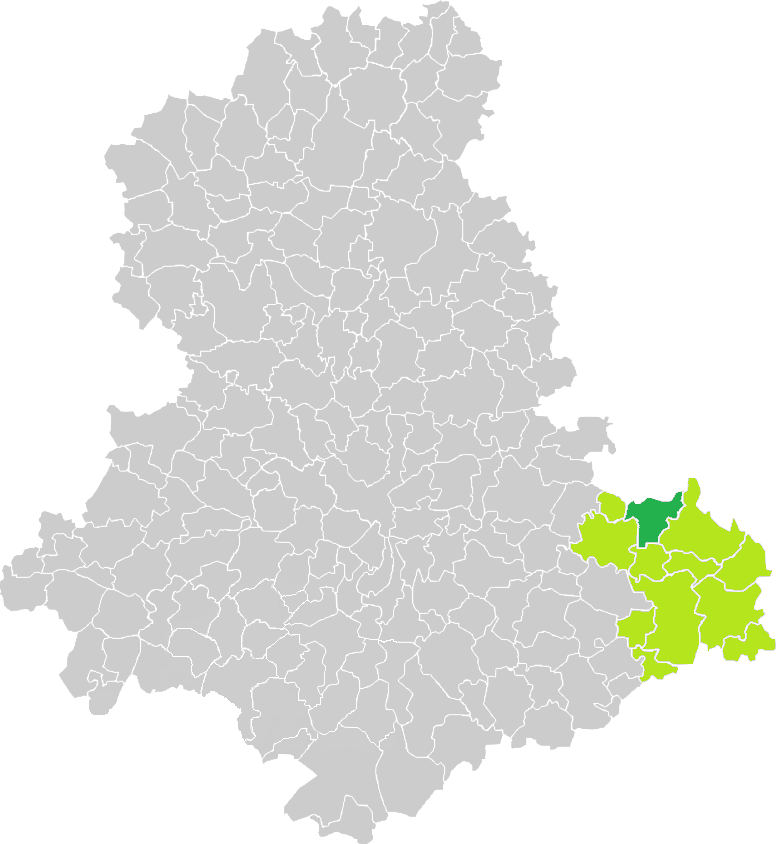
Situation de la commune de Saint-Julien-le-Petit en Haute-Vienne.

Saint-Julien-le-Petit fait partie du parc naturel régional de Millevaches en Limousin.
Le territoire de la commune est limitrophe de ceux de six communes, dont deux dans le département de la Creuse :
|           | Saint-Moreil (Creuse) | Saint-Junien-la-Bregère (Creuse) |
| Cheissoux | Saint-Julien-le-Petit | Peyrat-le-Château                |
| Bujaleuf  | Augne                 |                                  |

### Climat
Pour des articles plus généraux, voir Climat de la Nouvelle-Aquitaine et Climat de la Haute-Vienne.
Historiquement, la commune est exposée à un climat de montagne.  
En 2020, Météo-France publie une typologie des climats de la France métropolitaine dans laquelle la commune est toujours exposée à un climat de montagne et est dans la région climatique  Ouest et nord-ouest du Massif Central, caractérisée par une pluviométrie annuelle de 900 à 1 500 mm, maximale en automne et en hiver.
Pour la période 1971-2000, la température annuelle moyenne est de 10,8 °C, avec une amplitude thermique annuelle de 14,9 °C. Le cumul annuel moyen de précipitations est de 1 174 mm, avec 14 jours de précipitations en janvier et 8,3 jours en juillet. Pour la période 1991-2020, la température moyenne annuelle observée sur la station météorologique la plus proche, située sur la commune d'Eymoutiers à 10 km à vol d'oiseau, est de 11,4 °C et le cumul annuel moyen de précipitations est de 1 170,3 mm,. Pour l'avenir, les paramètres climatiques de la commune estimés pour 2050 selon différents scénarios d’émission de gaz à effet de serre sont consultables sur un site dédié publié par Météo-France en novembre 2022.

## Urbanisme

### Typologie
Au 1er janvier 2024, Saint-Julien-le-Petit est catégorisée commune rurale à habitat très dispersé, selon la nouvelle grille communale de densité à sept niveaux définie par l'Insee en 2022.
Elle est située hors unité urbaine. Par ailleurs la commune fait partie de l'aire d'attraction de Limoges, dont elle est une commune de la couronne,. Cette aire, qui regroupe 127 communes, est catégorisée dans les aires de 200 000 à moins de 700 000 habitants,.

### Occupation des sols
L'occupation des sols de la commune, telle qu'elle ressort de la base de données européenne d’occupation biophysique des sols Corine Land Cover (CLC), est marquée par l'importance des forêts et milieux semi-naturels (66,2 % en 2018), une proportion sensiblement équivalente à celle de 1990 (67 %). La répartition détaillée en 2018 est la suivante : forêts (59 %), prairies (26,9 %), milieux à végétation arbustive et/ou herbacée (7,2 %), zones agricoles hétérogènes (4,5 %), eaux continentales (2,5 %). L'évolution de l’occupation des sols de la commune et de ses infrastructures peut être observée sur les différentes représentations cartographiques du territoire : la carte de Cassini (XVIIIe siècle), la carte d'état-major (1820-1866) et les cartes ou photos aériennes de l'IGN pour la période actuelle (1950 à aujourd'hui).

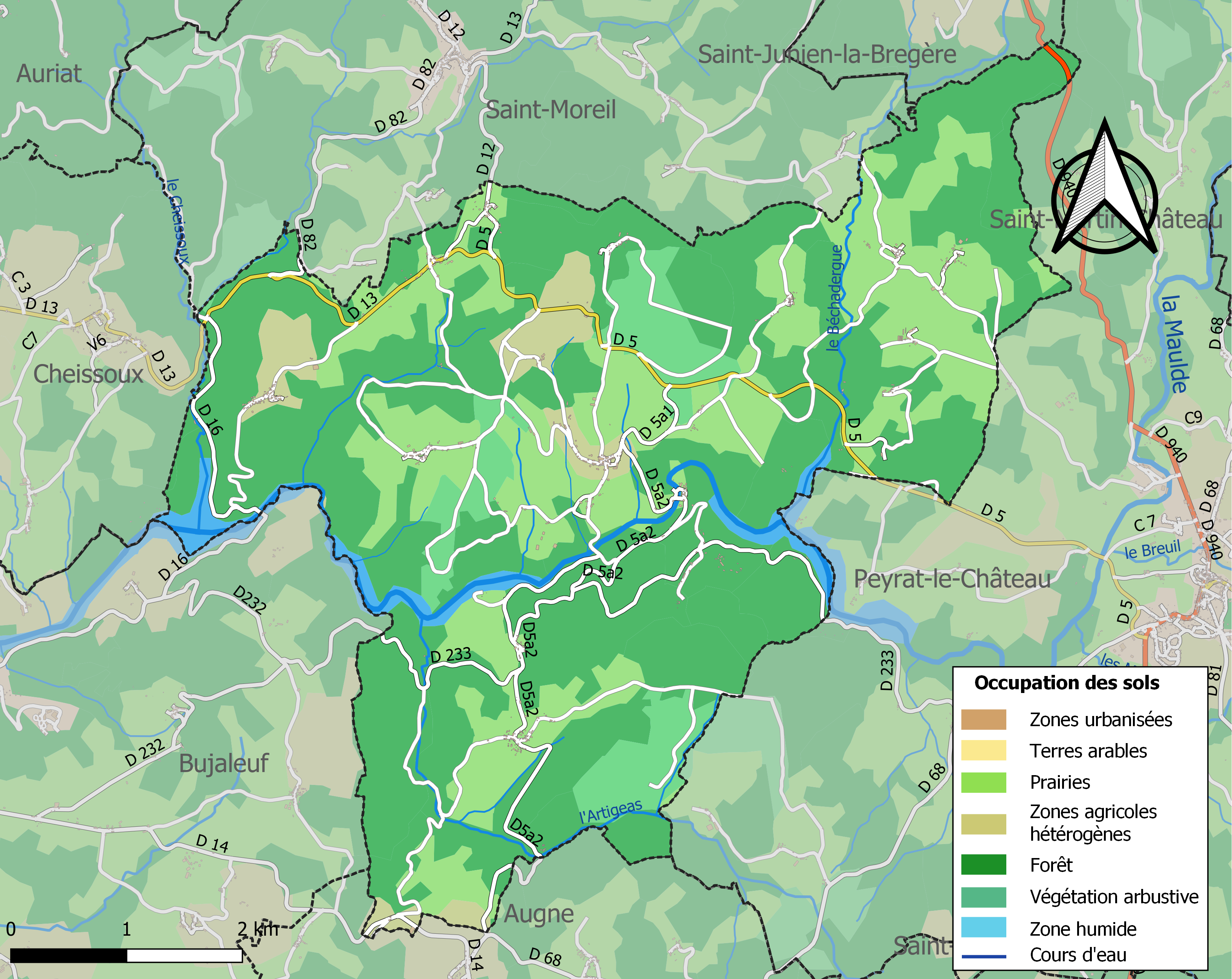
Carte des infrastructures et de l'occupation des sols de la commune en 2018 (CLC).

### Lieux-dits, hameaux et écarts
- Artigeas
- Barbaroux
- Béchadergue
- Chatreix
- Clédat
- Conjat
- La Gorce
- Ladrat
- Larron
- Les Granges
- Moulin de Larron
- Samis

### Risques naturels et technologiques
Le territoire de la commune de Saint-Julien-le-Petit est vulnérable à différents aléas naturels : météorologiques (tempête, orage, neige, grand froid, canicule ou sécheresse) et séisme (sismicité faible). Il est également exposé à un risque technologique, la rupture d'un barrage, et à un risque particulier : le risque de radon. Un site publié par le BRGM permet d'évaluer simplement et rapidement les risques d'un bien localisé soit par son adresse soit par le numéro de sa parcelle.

#### Risques naturels

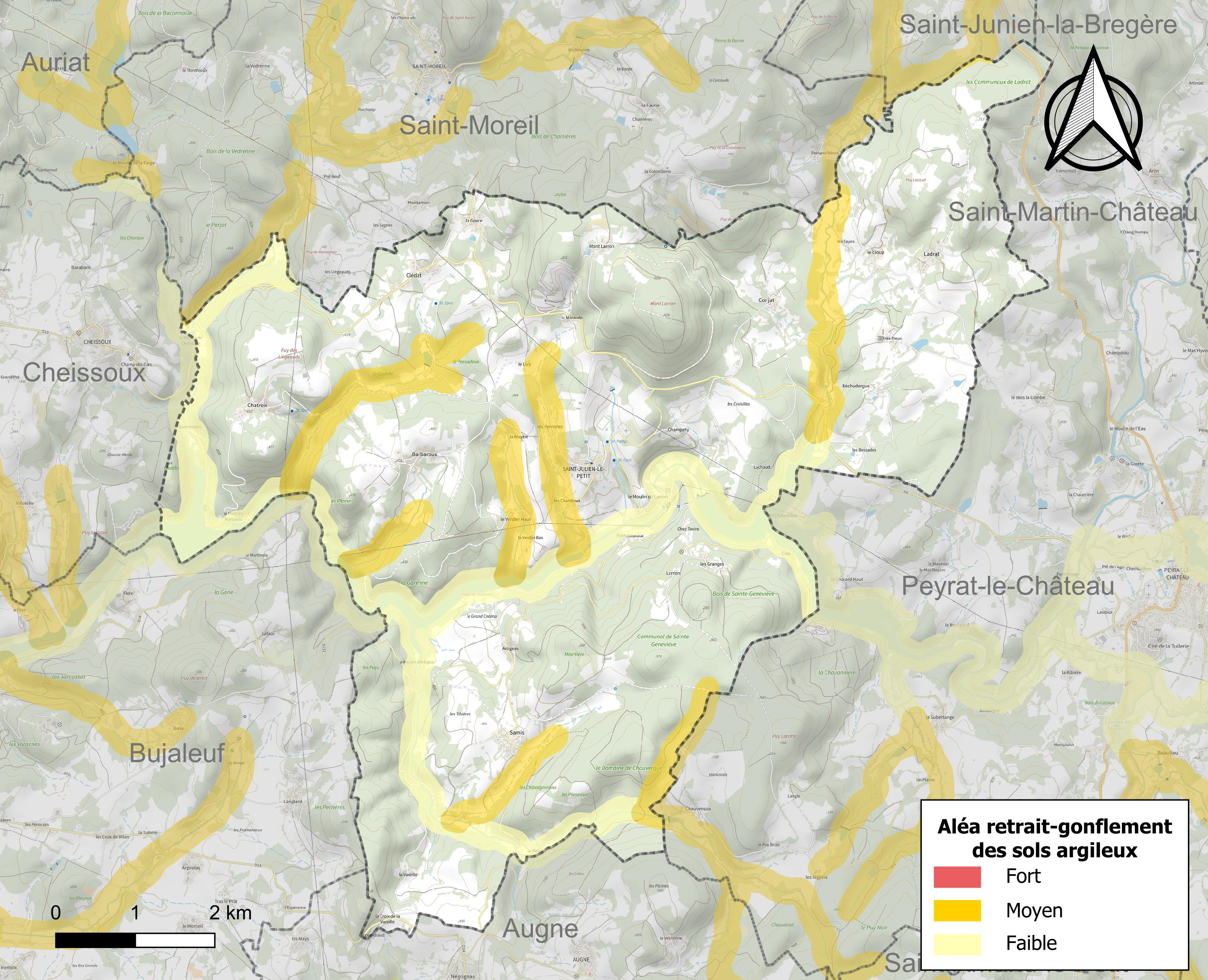
Carte des zones d'aléa retrait-gonflement des sols argileux de Saint-Julien-le-Petit.

Le retrait-gonflement des sols argileux est susceptible d'engendrer des dommages importants aux bâtiments en cas d’alternance de périodes de sécheresse et de pluie. 10,3 % de la superficie communale est en aléa moyen ou fort (27 % au niveau départemental et 48,5 % au niveau national métropolitain). Depuis le 1er octobre 2020, en application de la loi ÉLAN, différentes contraintes s'imposent aux vendeurs, maîtres d'ouvrages ou constructeurs de biens situés dans une zone classée en aléa moyen ou fort,.
La commune a été reconnue en état de catastrophe naturelle au titre des dommages causés par les inondations et coulées de boue survenues en 1982 et 1999 et par des mouvements de terrain en 1999.

#### Risque technologique
La commune est en outre située en aval du barrage de Vassivière, un ouvrage de classe A situé dans le département de la Creuse, sur la Maulde. À ce titre elle est susceptible d’être touchée par l’onde de submersion consécutive à la rupture de cet ouvrage.

#### Risque particulier
Dans plusieurs parties du territoire national, le radon, accumulé dans certains logements ou autres locaux, peut constituer une source significative d’exposition de la population aux rayonnements ionisants. Selon la classification de 2018, la commune de Saint-Julien-le-Petit est classée en zone 3, à savoir zone à potentiel radon significatif.

## Toponymie
En occitan, la commune est appelée Sent Julian lo Pitit. Les formes anciennes du toponyme remontent au XIIe siècle : Sanctum Julianum (vers 1135), ecclesia Sancti Juliani de Larunt (avant 1140).

## Histoire
La « cella de Larron et [son] église paroissiale » (cellam de Larundo et ecclesiam parochialem) sont citées en 636 dans un diplôme de Dagobert Ier. Le nom de Larron s'est appliqué à la montagne, mais aussi au château situé dans un méandre de la Maulde, ainsi qu'à un hameau situé plus au sud, vers les bois de Sainte-Geneviève. Ce nom ne vient pas du mot latin latro « brigand » : Yves Lavalade le rapproche du nom de Laruns en Béarn.
Le château du Larron, de type motte ou roque, était aussi appelé « butte de Rochein », lou chateu dô Rutchei en patois. Le premier seigneur connu serait un certain Roger Ier de Laron, mentionné en 988-990 dans le cartulaire d'Uzerche. Geoffroi de Vigeois mentionne au XIIe siècle Adémar, comtor de Larron (Ademarus lo comtors de Laron), fils de Roger et père de Gui : ce comtor vivait dans le premier tiers du XIe siècle. Roger V de Larron est attesté entre 1184 et 1196.
Ce château était tenu d'Alphonse de Poitiers en 1244. Après sa mort en 1271, l'une des deux parts échoit au roi de France, et Larron devient un siège de bailliage, avec sceau royal, entre 1289 et 1317.

## Politique et administration
| Période                                  | Période  | Identité         | Étiquette | Qualité |
| ---------------------------------------- | -------- | ---------------- | --------- | ------- |
| mars 2001                                | En cours | Michel Chadelaud | PS        |         |
| Les données manquantes sont à compléter. |          |                  |           |         |

## Population et société

### Démographie
L'évolution du nombre d'habitants est connue à travers les recensements de la population effectués dans la commune depuis 1793. Pour les communes de moins de 10 000 habitants, une enquête de recensement portant sur toute la population est réalisée tous les cinq ans, les populations de référence des années intermédiaires étant quant à elles estimées par interpolation ou extrapolation. Pour la commune, le premier recensement exhaustif entrant dans le cadre du nouveau dispositif a été réalisé en 2004.

En 2022, la commune comptait 296 habitants, en évolution de +3,5 % par rapport à 2016 (Haute-Vienne : −0,68 %, France hors Mayotte : +2,11 %).
| 1793  | 1800  | 1806 | 1821  | 1831  | 1836  | 1841  | 1846  | 1851  |
| ----- | ----- | ---- | ----- | ----- | ----- | ----- | ----- | ----- |
| 1 001 | 1 058 | 850  | 1 259 | 1 295 | 1 393 | 1 488 | 1 500 | 1 525 |

| 1856  | 1861  | 1866  | 1872  | 1876  | 1881  | 1886  | 1891  | 1896  |
| ----- | ----- | ----- | ----- | ----- | ----- | ----- | ----- | ----- |
| 1 512 | 1 532 | 1 511 | 1 503 | 1 512 | 1 526 | 1 614 | 1 633 | 1 660 |

| 1901  | 1906  | 1911  | 1921  | 1926  | 1931 | 1936 | 1946 | 1954 |
| ----- | ----- | ----- | ----- | ----- | ---- | ---- | ---- | ---- |
| 1 688 | 1 648 | 1 352 | 1 206 | 1 115 | 980  | 928  | 704  | 645  |

| 1962 | 1968 | 1975 | 1982 | 1990 | 1999 | 2004 | 2006 | 2009 |
| ---- | ---- | ---- | ---- | ---- | ---- | ---- | ---- | ---- |
| 552  | 457  | 393  | 338  | 289  | 276  | 303  | 307  | 301  |

| 2014 | 2019 | 2022 | - | - | - | - | - | - |
| ---- | ---- | ---- | - | - | - | - | - | - |
| 292  | 291  | 296  | - | - | - | - | - | - |

## Culture locale et patrimoine

### Lieux et monuments
- Le château ruiné du Larron se situe dans une boucle de la Maulde, au-dessus du moulin de Larron.
- Église Saint-Julien de Saint-Julien-le-Petit. Elle est inscrite à l'Inventaire général du patrimoine culturel[30].
- Au sud de la commune s'étend le bois de Sainte-Geneviève, dont la légende se rattache à Geneviève de Brabant[31].
- En 1953, EDF a construit sur la Maulde le barrage de Mont-Larron, haut de 28 m et long de 173 m, aménageant ainsi un lac artificiel de 67 hectares.

### Personnalités liées à la commune
- Roger Ier de Larron, témoin de la fondation du Moutier-d'Ahun par le comte Boson de la Marche en 997[32].
- Évêque de Limoges au XIe siècle, Jordan serait issu de la famille de Larron, mais cet ancrage lignager n'est pas établi[33].

## Pour approfondir